# Quantum Theory
Quantum Theory (クウォンタムセオリー) es un videojuego de terror y de acción, de disparos en tercera persona, disponible para PlayStation 3 y Xbox 360. Ha sido desarrollado por Team Tachyon y publicado por Tecmo. El juego fue lanzado en septiembre de 2010 a nivel mundial.
La trama del juego se centra en la vida de dos personajes llamados Syd y Filena, que deben luchar y avanzar a través de una "Torre viviente". El juego cuenta con un sistema de cobertura similar a lo visto en Gears of War, pero variables.

## Historia
Situado en un orgánico mundo de ciencia ficción, los años han pasado desde que una guerra mundial dejó al mundo en un estado catastrófico, dejando sólo unos pocos supervivientes. En una nueva comunidad denominada "Nido", la vida ha sido amenazada por un material negro llamado "Erosión", creando un ambiente postapocalíptico. Los seres humanos que sobreviven forman una milicia para conquistar la erosión y luchan por acabar con la "Torre viviente". El personaje principal, Syd, tiene la intención de destruir la Torre. Conoce a Filena en el camino, ya que ambos se adentran a la cima en su búsqueda de respuestas. La torre está en constante evolución, y se intensifica a medida que avanza el juego.

## Recepción
Quantum Theory recibió críticas muy negativas en su mayoría, con una media global en Metacritic de 38/100 para la versión de Xbox 360 y 43/100 para la versión de PlayStation 3.